# Joguines a les golfes
Joguines a les golfes (títol original en anglès: Toys in the Attic) és una pel·lícula estatunidenca dirigida per George Roy Hill i estrenada l'any 1963. Ha estat doblada al català.

## Argument
Julian Berniers porta a la seva esposa Lily a Nova Orleans perquè conegui la seva família. Porten esplèndids regals per Carrie i Anne, les germanes de Julian, que tenen l'esperança que el seu germà les ajudi econòmicament, el que ignoren és que Julian s'ha vist obligat a tancar la seva fàbrica i té també problemes econòmics.

## Crítica
Un clima claustrofòbic i malsà es respira en una casa a Nova Orleans, a la qual arriba un jove amb la seva nòvia de caràcter infantil per tornar a patir asfixiant protecció de les seves germanes grans. La novel·la de Lillian Hellman suavitzada en els seus arestes més tallants pel guió de James Poe. Presència d'una madura Gene Tierney.

## Repartiment
- Dean Martin: Julian Berniers
- Geraldine Page: Carrie Berniers
- Yvette Mimieux: Lily Prine Berniers
- Wendy Hiller: Anna Berniers
- Gene Tierney: Albertine Prine
- Nan Martin: Charlotte Warkins
- Larry Gates: Cyrus Warkins

## Premis i nominacions

### Nominacions
- 1964: Oscar al millor vestuari per Bill Thomas
- 1964: Globus d'Or a la millor actriu dramàtica per Geraldine Page
- 1964: Globus d'Or a la millor actriu secundària per Wendy Hiller